# Dom Kromera w Bieczu

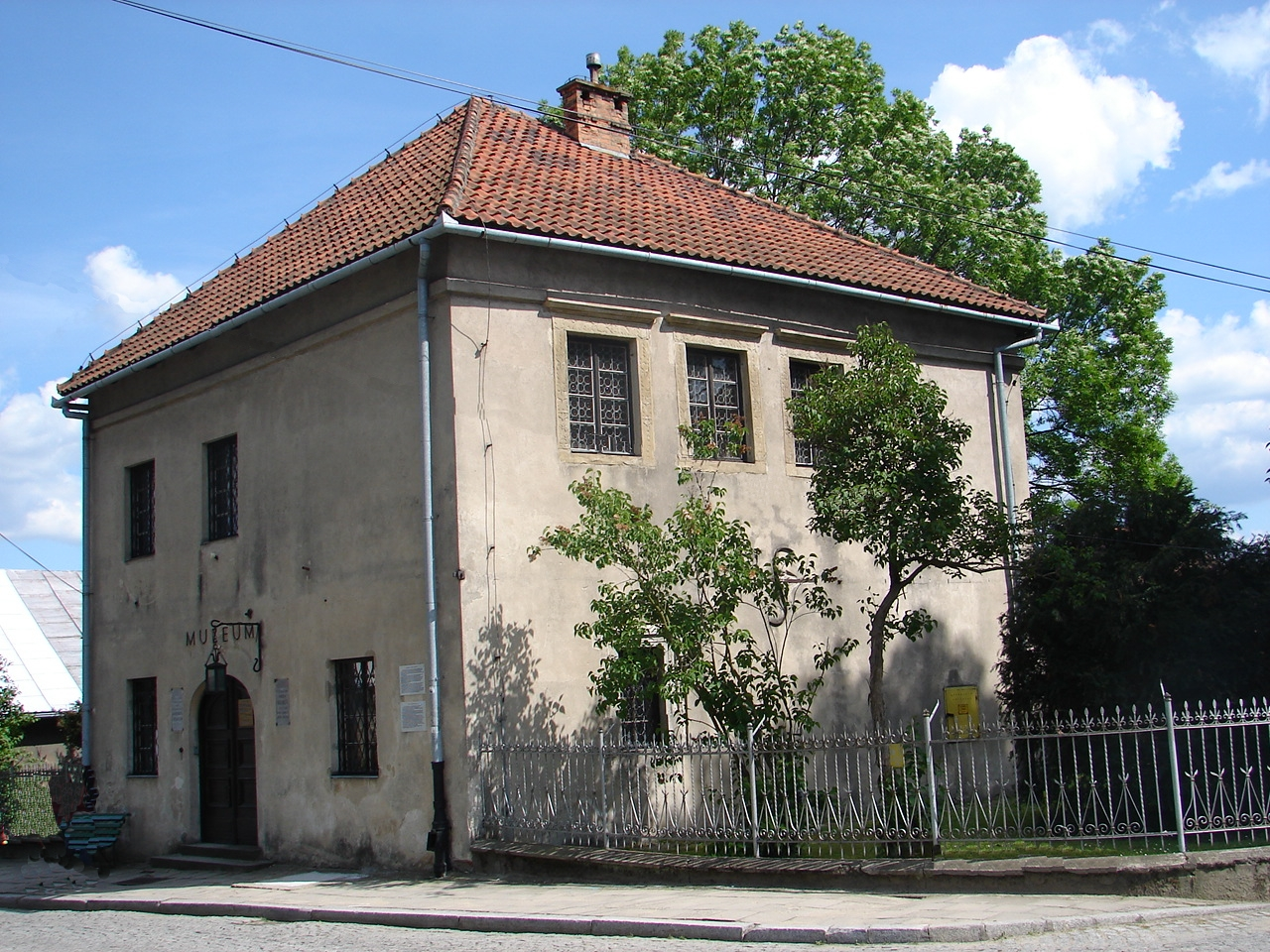
Dom Kromera w Bieczu

Dom Kromera w Bieczu – budynek z XVI w. w Bieczu. Obecnie siedziba muzeum.
 Budynek wpisany jest do rejestru zabytków pod nr rej.: A-309 z 26.09.1973

## Historia i wygląd
Budynek ten tak naprawdę nigdy nie należał do Kromerów, ani też Marcin Kromer w nim się nie urodził, ponieważ obiekt został wzniesiony w 1519, czyli dopiero 7 lat po jego narodzinach. Budynek należał do zamożnej rodziny Chodorów. W 1607 r. córka Jana Chodora wyszła za mąż za Jana Januszowicza, wnosząc mu dom w posagu. W 1612 r. kamienica została przez niego gruntownie przebudowana i w takim stanie (zwłaszcza zachodnia część budowli) przetrwała do dziś.
Po śmierci Januszowicza budynek przeszedł drogą spadku w ręce Ślawskich. Po 1658 r. należał do Wielopolskich, lecz użytkowali go księża bieccy jako legat kaplicy św. Katarzyny przy bieckiej farze. Stan taki istniał co najmniej do 1721 r. Dalsze losy kamienicy nie są znane. Wiadomo, że dopiero pod koniec XIX w. została ona wykupiona z rąk Krasińskich przez Towarzystwo Czytelni Ludowych w Bieczu i do wybuchu II wojny światowej funkcjonowała w niej Biblioteka Miejska. W 1953 r. urządzono w niej Muzeum Regionalne. W latach 1964–1966 budynek przeszedł gruntowną renowację.
Wnętrza budynku (głównie piętro) zachowały rozkład pomieszczeń i wystrój architektoniczny z czasów przebudowy w 1612 r., charakterystyczny dla późnego renesansu. Na uwagę zasługują kolebkowe sklepienia, rzeźbiony kamienny portal z datą 1612 ze znakiem własnościowym J. Januszowicza, rzeźbione kolumny międzyokienne (również z 1612 r.) i obramienia okien.

## Muzeum
Zbiory tego muzeum obejmują zabytki kultury materialnej, ludowej, sztuki i numizmatyki. Najstarszymi eksponatami są toporki i siekierki z okresu neolitu oraz ułamki naczyń. W muzeum znajdują się także monety rzymskie i bizantyjskie, pochodzące z odkryć archeologicznych na Górze Zamkowej średniowieczna ceramika, groty strzał, łyżka i topór, a także naczynia gliniane i kafle. Kolejnymi ekspozycje przedstawiają stare narzędzia pracy oraz dokumenty cechowe, stare armaty, kule kamienne, a także wystawy obrazujące życie dawnych mieszczan.